# Somogyi András
Somogyi András (Budapest, 1985. július 23. –) magyar humorista.

## Életrajz
Eredetileg festőművésznek készült, de csakhamar a színpadot választotta. 2005-ben jelentkezett a Dumaszínház tehetségkutató műsorába, melyre egy 20 perces előadással készült, s 25 különböző embert parodizált benne. Még aznap este felkérést kapott, hogy a Viasat 3-on akkoriban rendszeresen jelentkező Sztárvár című bábkomédiában Győzike figurájának a hangja legyen. 2005-től rendszeres fellépője volt a Rádiókabarénak, majd  2006-tól a TV2-n látható Mi kérünk elnézést című kabaréban számtalan politikus bőrébe bújt. 2008 őszétől gyakran feltűnik  a Showder Klub című műsorban. A Youtube csatornáján taxiban utazó hazai politikusokat parodizál.

## Külső hivatkozások
- Somogyi András Facebook-oldala